# Velká Buková (berg)
Velká Buková är ett berg i Tjeckien.   Det ligger i regionen Liberec, i den norra delen av landet, 60 km norr om huvudstaden Prag. Toppen på Velká Buková är 474 meter över havet, eller 150 meter över den omgivande terrängen. Bredden vid basen är 4,5 km.
Terrängen runt Velká Buková är huvudsakligen platt, men norrut är den kuperad.Runt Velká Buková är det glesbefolkat, med 12 invånare per kvadratkilometer. Närmaste större samhälle är Česká Lípa, 18,5 km nordväst om Velká Buková. I omgivningarna runt Velká Buková växer i huvudsak blandskog.